# Redebaldo I dos Frísios
Radebaldo I, Ratebaldo ou Redebaldo foi um rei que governou os frísios cerca de 679 até sua morte em 719.

## Biografia
O seu antecessor, Aldgisl, tinha acolhido a partir de 678 o missionário cristão Vilfrido de Iorque que tinha começado a evangelizar nos seus Estados. Radebaldo por sua vez se mantém fiel ao paganismo e tenta ganhar a sua independência dos Reinos francos, graças às guerras civis que os afectam. Mas em 689, ele é batido pelo prefeito do palácio da Austrásia Pepino de Herstal na batalha de Dorestad e deve ceder-lhe a Frísia Ocidental, da foz do rio Escalda ao Vlie. Utreque cai sob influência franca em 690 e tornou-se a sede de uma diocese chefiada por Villibrordo, que continua a evangelização dos Frísios.
Radebaldo foge para o norte após esta derrota, talvez até Heligolândia. Ele pega em armas em 692 e derrotado mais uma vez, submetesse. Ele enviou uma embaixada a Pepino e se tornou tributário dos Francos. Pepino ainda tem de intervir em Dorestad em 697 contra os Frísios que foram derrotados.
Segundo a tradição, Radebaldo teria concordado em converter-se e o missionário Vulfram é o enviado para o baptizar. Mas o rei dos Frísios recusou o sacramento no último momento quando soube que não encontraria no céu a nenhum dos seus antepassados, pois já que por não serem cristãos estavam condenados, preferiu «passar a eternidade no inferno com os seus, do que no céu com estranhos». No entanto a sua filha Teodesinda é batizada e se casa em 711 com o filho mais velho de Pepino, Grimoaldo II.
Após a morte de Grimoaldo e Pepino em 714, Radebaldo ataca novamente os Francos. Ele caça Villibrordo e os seus monges e avança para Colónia, onde derrotou as tropas de Carlos Martel em 716. Radebaldo morreu em 719. O seu sucessor Bubo, continua a luta, mas Carlos Martel consegue submeter os frísios por expedições em 725, 734 e 736.